# Cibak jezik
Cibak jezik (chibbak, chibbuk, chibok, chibuk, kibbaku, kikuk, kyibaku; ISO 639-3: ckl), čadski jezik podskupine biu-mandara, kojim govori 100 000 ljudi (1993 CAPRO) u nigerijskoj državi Borno
.
Etnička grupa zove se Chibuk, a srodni su s Bura i Marghi.

## Vanjske poveznice
- Ethnologue (14th)
- Ethnologue (15th)